# بانی‌ریگ
بانی‌ریگ (به انگلیسی: Bonnyrigg) یک شهرک در اسکاتلند است که در میدلودین واقع شده‌است. بانی‌ریگ ۱۵٬۶۷۷ نفر جمعیت دارد.